# Hermann Schnell
Hermann Schnell (* 8. September 1916 in Gaienhofen (Baden); † 7. September 1999 ebenda) war ein deutscher Chemiker.

## Leben
Hermann Schnell studierte Chemie und promovierte an der Albert-Ludwigs-Universität Freiburg unter Hermann Staudinger.
1953 entwickelte er nach nur zwei Monaten an seinem neuen Arbeitsplatz im Wissenschaftlichen Hauptlaboratorium des Bayer-Werkes in Uerdingen die Synthese von Polycarbonat aus Bisphenol A und Phosgen. Schnell wurde später Leiter der gesamten Forschungsarbeiten bei Bayer. Diese Position hatte er bis 1974 – 2 Jahre vor seiner Pensionierung im Jahre 1976 – inne. 1970 erhielt Schnell die Hermann-Staudinger-Gedächtnismedaille, 1976 den Swinburne Award. Seine Tätigkeiten brachten ihm über 400 eigene Patente ein.
Mit der Erfindung des Polycarbonats begründete er eine völlig neue Kunststoffklasse. Bayer ließ sich diese Erfindung bereits im gleichen Jahr patentieren und vertreibt es nun seit über 50 Jahren unter dem Markennamen Makrolon. Die Vielseitigkeit dieser Kunststoffklasse zeigen die vielen verschiedenen Anwendungen:
CDs, transparente Bedachungen, Linsen, Automobilbau usw.
1995 richtete Hermann Schnell bei der Gesellschaft Deutscher Chemiker (GDCh) eine nach ihm benannte Stiftung zur Förderung junger Wissenschaftler auf dem Gebiet der makromolekularen Chemie, deren physikalisch-chemischer Grundlagen sowie deren Analytik ein.